# Il curioso indiscreto
Il curioso indiscreto (Le Curieux indiscret), est un opéra (dramma giocoso) en trois actes composé par Pasquale Anfossi. Le livret est fondé sur un épisode du roman espagnol du XVIIe siècle Don Quichotte. Le librettiste n'est pas connu de manière certaine mais on pense qu'il s'agit soit de Giovanni Bertati, soit de Giuseppe Petrosellini. La création de l'opéra au Teatro delle Dame à Rome a eu lieu durant le Carnaval de 1777.
L'air Vorrei spiegarvi, oh Dio !  a été composé par Mozart pour cet opéra.

## Historique
Le livret s'inspire des chapitres XXXIII et XXXIV du Don Quichotte dans lesquels un curé séjournant dans la même auberge que Don Quichotte lit à haute voix l'une des histoires préférées de l'aubergiste, « la Curiosité mal conseillée ». On ne sait pas de manière claire si le librettiste était Anfossi. Dans son livre paru en 1970, Das alte Burgtheater als Opernbühne, Otto Michtner propose Giovanni Bertati comme librettiste. Cependant, l'édition de l'an 2000 du The New Grove Dictionary of Music and Musicians indique que cela peut être Bertati ou Giuseppe Petrosellini. La création de Il curioso indiscreto a eu lieu durant le Carnaval de la saison 1777 à Rome, au Teatro delle Dame, où La vera costanza d'Anfossi a été créée l'année précédente. Comme les femmes n'avaient pas l'autorisation de jouer une pièce dans les États pontificaux à cette époque, l'opéra a été créé avec une distribution entièrement masculine. La mise en scène a été faite par Gabriele Montarenzi avec des costumes de Carlo Brogi et Vincenzo D'Amora. La représentation comprenait deux ballets ne portant pas de titre et chorégraphiés par Giacomo Romolo.

## Diffusion
L'opéra est devenu très populaire, en particulier en Italie du Nord et centrale, si bien qu'entre 1777 et 1792, il a été joué au moins 34 fois. Il a été créé à Dresde le 4 avril 1778 au Kleines Kurfürstliches Theater, à Paris à l'Académie royale de musique le 13 août 1778, à Barcelone en 1780, à Prague et en Hongrie en 1782, à Vienne en 1783, à Londres en 1784 et à Varsovie en 1792. 
Parmi les nombreuses représentations, on peut citer notamment:
- celle en octobre 1782 au Palais Esterházy (en Hongrie), organisée par Franz Joseph Haydn qui a fait quelques modifications à air d'Emilia au premier acte (scène 8) Deh, frenate i mesti accenti;
- celle du 30 juin 1783 au Burgtheater de Vienne, pour laquelle Wolfgang Amadeus Mozart a inséré trois de ses airs : Vorrei spiegarvi, oh Dio! (K. 418), No, no che non sei capace (K. 419) (à la demande de la soprano Aloysia Weber, chanteuse qu'il a courtisée avant qu'elle ne devienne sa belle-sœur) et le dernier air qui n'a finalement pas été chanté, Per pietà non ricercate K. 420 (destiné au ténor Johann Valentin Adamberger).

Dans les temps modernes, les seules représentations de cet opéra ont eu lieu au Mozarteum de Salzbourg le 20 janvier 1984 et au Festival de Fermo les 28 et 30 juillet 1991.

## Rôles
| Rôle                                                           | Voix                     | Distribution lors de la création, Carnaval 1777 |
| -------------------------------------------------------------- | ------------------------ | ----------------------------------------------- |
| Clorinda, fiancée du Marquis Calandrano                        | soprano castrat travesti | Tommaso Galeazzi                                |
| Marquis Calandrano, un homme curieux                           | basse                    | Agostino Liparini                               |
| Emilia, nièce du Marquis Calandrano                            | soprano castrat travesti | Gaetano Quistapace                              |
| Contino Ripaverde, amoureux d'abord d'Emilia, puis de Clorinda | ténor                    | Vincenzo Calvesi                                |
| Prospero, majordome de Clorinda                                | basse                    | Luigi Tasca                                     |
| Aurelio, ami du Marquis Calandrano                             | ténor                    | Pietro Natali                                   |
| Serpina. servante de Clorinda                                  | soprano castrat travesti | Lorenzo Neroni                                  |

## Synopsis
L'action se déroule à Gênes et dans ses environs. Le Marquis Calandrano est affligé d'une curiosité jamais satisfaite. Il est fiancé à la belle Clorinda, une dame de Milan. Dès que Clorinda arrive dans la capitale ligurienne pour la préparation du mariage, elle est immédiatement mise à l'épreuve par son futur mari, curieux de tester la fidélité et la constance de sa future épouse. Il se demande en effet comment elle réagirait si un autre homme lui faisait la cour. Pour cela, il engage le jeune comte Ripaverde, amoureux d'Emilia, la nièce de Calandrano, afin d'éprouver la fidélité de Clorinda. Cela s'avère être une catastrophe pour Calandrano, car Ripaverde et Clorinda tombent amoureux l'un de l'autre. L'ami de Calandrano, Aurelio, console Emilia et eux aussi tombent amoureux, ainsi que Serpina (la servante de Clorinda) et Prospero (le majordome de Clorinda). L'opéra se termine lorsque les trois couples célèbrent ensemble leur nouveau bonheur et Calandrano s'éloigne sans se marier.